# H.G. Wells (rugby à XV)
Pour les articles homonymes, voir H.G. Wells, George Wells et Wells.
Pas d'image ? Cliquez ici

b Matchs officiels uniquement.
Dernière mise à jour le 9 novembre 2024.
Herbert George Wells, né le 1er mai 1871 à Agra et mort le 15 mai 1941 à Hendon, est un joueur de rugby à XV qui a évolué avec l'équipe d'Irlande au poste de trois-quarts.

## Biographie
H.G. Wells dispute son premier test match le 21 février 1891 contre l'équipe d'Écosse. Son dernier test match a lieu contre l'équipe d'Écosse le 24 février 1894. Il remporte le Tournoi britannique 1894.

## Palmarès
- Vainqueur du tournoi en 1894

## Statistiques en équipe nationale
- 4 sélections en équipe nationale
- 1 essai, 3 points
- Sélections par années : 2 en 1891, 2 en 1894
- Tournois britanniques disputés : 1891, 1894